# Doolittle
Doolittle — второй студийный альбом американской альтернативной рок-группы Pixies, изданный в апреле 1989 года на лейбле 4AD Records. Необычное и мрачное содержание пластинки затрагивало темы сюрреализма, библейских притч, пыток и смерти. В свою очередь, звучание альбома контрастировало с сырым звуком его предшественника, что было связано со сменой продюсера Стива Альбини на Джила Нортона. Doolittle был первым альбомом Pixies, получившим международную дистрибуцию, его издателями выступили фирмы — Elektra Records и PolyGram, в США и Канаде соответственно.
Альбом достиг 8-го места в хит-параде UK Albums Chart, что расценивалось как большой успех для альтернативной группы. В поддержку пластинки было выпущено два сингла — «Here Comes Your Man» и «Monkey Gone to Heaven», которые так же продемонстрировали высокие результаты в чартах. В ретроспективе, ряд треков — «Debaser», «Wave of Mutilation», «Monkey Gone to Heaven», «Gouge Away» и «Hey» — были высоко оценены критиками, а сам альбом, наряду со своим предшественником, считается сильнейшей работой группы.
Несмотря на статус андеграундного альбома, Doolittle имел хорошие финансовые показатели — в 1995 году он получил «золотой» сертификат в США. Впоследствии многие музыканты отмечали его как источник вдохновения для своего творчества, а специализированные СМИ регулярно включали лонгплей в списки самых влиятельных альбомов всех времён. Doolittle занял 2-е место в рейтинге лучших альбомов журнала NME и 227-е в аналогичном списке от Rolling Stone (оба списка 2003 года; в списке Rolling Stone 2020 года альбом занял 141 место). В 2014 году было выпущено переиздание пластинки, приуроченное к её юбилею.

## Предыстория и запись

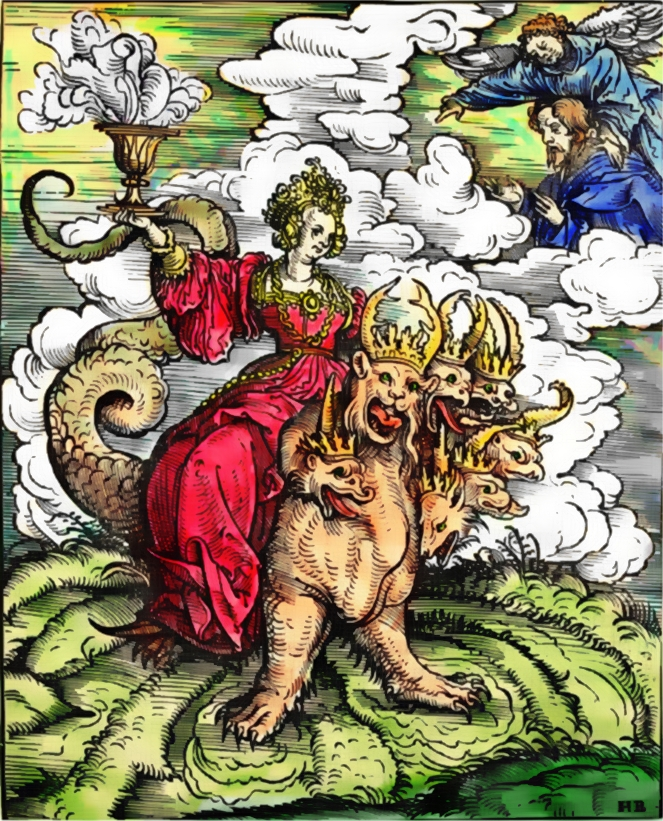
Диск содержит несколько библейских отсылок. Автор текстов — Блэк Фрэнсис — хотел, чтобы запись имела опереточную атмосферу, как образ Вавилонской блудницы

В 1988 году, после выхода высоко оценённого критиками, но провального в финансовом отношении альбома Surfer Rosa, группа Pixies отправилась в международное турне. Во время гастролей их сопровождал бостонский коллектив Throwing Muses, который выступал на разогреве. В этот период Блэк Фрэнсис, лидер группы и основной автор текстов, начал сочинять материал для следующего альбома. Ряд песен, «Dead», «Hey», «Tame» и «There Goes My Gun», были сочинены ещё до турне — в пределах года. Черновые варианты свежего материала были записаны во время нескольких студийных сессий для радиопередачи Джона Пила, в 1988 году. В свою очередь, концертная запись «Hey» появилась на бесплатном мини-альбоме, который выпускался в качестве приложения к одному из номеров журнала Sounds (1988).
В середине 1988 года Pixies начали записывать новый материал в перерывах от гастролей. Группа отправилась в бостонскую студию звукозаписи Eden Sound, расположенную, в то время, в подвале парикмахерской. Музыканты проработали там в течение недели, обстановка была схожа с сессиями для мини-альбома Purple Tape. В этот период Фрэнсис придумал для будущего альбома черновое название — Whore («Шлюха»), хотя позже утверждал, что идея названия принадлежала его отцу. По словам фронтмена, он вкладывал в это слово «более традиционный… опереточный, библейский смысл… как в великой Вавилонской блуднице». После завершения демозаписи менеджер группы — Кен Гоес — предложил музыкантам двух продюсеров на выбор: британца Джила Нортона и американца Эда Стэзиума. До этого группа уже работала с Нортоном, во время записи сингл-версии «Gigantic» в мае 1988 года. У Фрэнсиса не было особых предпочтений, хотя Иво Уоттс-Рассел, глава лейбла 4AD Records, хотел, чтобы продюсером стал Нортон. В итоге он получил эту должность, при этом со Стэзиумом вообще не были проведены переговоры.
Нортон прибыл в Бостон 31 октября, и в первым делом посетил квартиру Фрэнсиса, чтобы послушать записанный материал. Два дня они обсуждали аранжировки и детально анализировали песни. Нортон учился оценивать реакцию Фрэнсиса на изменение аранжировок, и позже заметил, что фронтмену «не нравилось делать что-то дважды». Продюсер потратил ещё две недели на подготовительные работы, чтобы полностью погрузиться в звучание группы.
Студийные сессии стартовали 31 октября 1988 года, в бостонской Downtown Recorders — профессиональной студии с 24-дорожечными магнитофонами. 4AD выделил группе бюджет в размере 40 000$, без учёта гонорара продюсера. Это считалось небольшой суммой, по меркам мейджор-лейблов 1980-х; однако она в четыре раза превышала смету, потраченную на предыдущий альбом группы. Наряду с Нортоном, были наняты два инженера звукозаписи и два ассистента продюсера. Сессии продлились три недели и завершились 23 ноября — группа записывала по одной песне практически ежедневно.
28 ноября начался продакшен и микширование альбома. Группа переместилась в Carriage House Studios — жилую студию в Стамфорде, чтобы следить за продюсированием и записывать остальные композиции. Нортон пригласил Стива Хэйглера для работы над микшированием, ранее он уже сотрудничал с ним на студии Fort Apache Studios. Хэйглер и Нортон добавили ряд гитарных партий, вокал к песням, а также овердаббинг гитар на треке «Debaser» и дублирующий вокал на «Wave of Mutilation». Во время записи Нортон посоветовал Фрэнсису изменить несколько песен; одним из таких треков был «There Goes My Gun», который первоначально задумывался как более быстрая песня, в стиле группы Hüsker Dü. Однако, по совету Нортона, Фрэнсис замедлил темп.
Предложения Нортона не всегда находили поддержку у фронтмена, и несколько советов добавить дополнительные куплеты — увеличив длину композиции — стали причиной возникновения у Фрэнсиса негативных эмоций. В конечном счёте вокалист позвал Нортона в музыкальный магазин, в котором вручил ему сборник суперхитов Бадди Холли, где большинство песен длилось приблизительно две минуты. Он сказал Нортону: «Если это достаточно хорошо для Бадди Холли…». Впоследствии Фрэнсис вспоминал, в одном из интервью для Rolling Stone, что «во время работы над пластинки он пытался сделать из нас, скажу напрямую, коммерческую группу, мы же старались оставаться немного гранжевыми». Продюсирование продолжалось до 12 декабря 1988 года — Нортон и Хэйглер добавили дополнительные музыкальные эффекты, включая закрытую реверберацию. Мастер-ленты послали на постпродакшн в конце месяца.

## Музыка и тематическое содержание
Doolittle демонстрирует эклектичное соединение музыкальных стилей. Такие композиции, как «Tame» и «Crackity Jones» — быстрые и агрессивные, и содержат фирменную черту коллектива — смену динамики (тихо/громко), в свою очередь, другие песни: «Silver», «I Bleed» и «Here Comes Your Man», отличаются более тихой, медленной и мелодичной структурой. Начиная с этого диска Pixies начали экспериментировать с нехарактерными для альтернативного рока музыкальными инструментами; например «Monkey Gone to Heaven», записывалась при участии скрипки и двух виолончелей.
«Tame» основан на так называемой формуле «трёх аккордов» и характерна тем, что Джоуи Сантьяго сыграл «аккорд Хендрикса» в основной басовой линии. Мелодия композиции «I Bleed» — более простая, она сформирована вокруг единственного ритмического рисунка. Некоторые песни были сочинены под влиянием других музыкальных жанров; так «Crackity Jones» содержит испанские мотивы и включает триады аккордов G♯ и A поверх C♯ (с педалью дисторшна), партия Фрэнсиса на ритм-гитаре начинается с «восьмушки» вниз по ладам, что является типичным приёмом для панк-рока.

### Тексты
Тематическое содержание пластинки колеблется от сюрреализма («Debaser») до экологической катастрофы («Monkey Gone to Heaven»). Женщины и шлюхи «Mr. Grieves», «Tame» и «Hey», соседствуют с библейскими аллюзиями — «Dead» и «Gouge Away». Блэк Фрэнсис часто утверждал, что лирическое содержание альбома — это слова, которые просто «хорошо сочетаются», и что «смысл [альбома] сначала нужно испытать на себе, чтобы наслаждаться им, чтобы он приносил удовольствие». Фрэнсис написал весь материал для альбома единолично, за исключением трека «Silver», соавтором которого была Ким Дил.
Титульный трек — «Debaser» — содержит отсылки к сюрреализму, который выступает лейтмотивом всего альбома. «Debaser» содержит намёки на сюрреалистический фильм Луиса Бунюэля и Сальвадора Дали «Андалузский пёс» — строчка «разрезание глазного яблока» является прямой отсылкой к одной из начальных сцен этой ленты. Фрэнсис находился под сильным влиянием сюрреализма во время учёбы в колледже и на протяжении карьеры в Pixies. В 1989 году фронтмен рассказал о своём интересе к этому жанру и его влиянию на своё творчество в интервью газете The New York Times: «Я увлекся авангардным кино и сюрреализмом чтобы сбежать из действительности…. Для меня, сюрреализм — совершенно искусственный. Недавно я прочитал интервью с режиссёром Дэвидом Линчем, который заявил, что у него были идеи и образы, но он не был до конца уверен, что именно они означают. Вот так я и сочиняю песни».
Другая центральная тема альбома — проблемы экологии. «Monkey Gone to Heaven» повествует об уничтожении человеком океана и «неопределённости места человека во вселенной». По словам Фрэнсиса: «С одной стороны это [океан] — большой органический туалет. Вещи смываются и повторно очищаются или разлагаются, это — большое, тёмное, таинственное место. В то же время, это очень мифологическое место, где есть сады осьминогов, Бермудский треугольник, Атлантида и русалки». «Monkey Gone to Heaven» фокусирует внимание слушателя на отношении человека к высшей сущности, теме, которую также затрагивает песня «Mr. Grieves».
Сюжет двух композиций альбома выстроен вокруг библейских притч: о Дэвиде и Вирсавии («Dead»), а также о Самсоне и Далиле («Gouge Away»). Интерес Фрэнсиса к библейским темами берёт своё начало из его детства — когда фронтмену было двенадцать лет, его родители присоединились к евангелической церкви, одной из структур организации Ассамблеи Бога. Этот христианский бэкграунд оставил след на альбоме, так фронтмен поёт строчку одной из библейских мантр «если Дьявол — это шесть, то Бог — это семь» в песне «Monkey Gone to Heaven».
Эта песня об алкашах и бродягах «зайцами» путешествующих на поездах, которые умирают во время калифорнийских землетрясений. Перед землетрясением всё становится очень спокойным: животные перестают разговаривать, птицы перестают щебетать, и исчезает ветер. Это очень зловеще. Я пережил несколько землетрясений, так как вырос в Калифорнии. Но, по-настоящему большое было только одно, в 1971 году. Я был очень маленьким, и проспал его. [Позже] я пережил множество мелких землетрясений, когда находился в школе или дома. На самом деле, это очень захватывающе — очень комично. Не́что вроде: когда земля трясётся, что вы можете сделать? Ничего.
В свою очередь, композиция «Wave of Mutilation» посвящена более эксцентричному предмету. Фрэнсис описал её словами: «Она о японских бизнесменах, совершающих самоубийство вместе со своими семьями — убивают их, из-за долгов. Сажают своих родных в автомобиль и на полном ходу срываются с пирса в океан».
Море и подводная тематика из «Wave of Mutilation», которые также фигурируют в «Mr. Grieves» и «Monkey Gone to Heaven», являются исследованиями единой арены — смерти и разрушения человека. Музыкальный публицист Бен Сисарио отмечал, что альбом начинается («Debaser») и кончается («Gouge Away») песнями о насилии в отношении глаз. «Crackity Jones» касаются другого неординарного предмета — его соседа по комнате во время студенческой поездки по обмену в Пуэрто-Рико, которого Фрэнсис описал как «странного гомосексуального психа».
Помимо этого, Doolittle затрагивает более привычные, в обывательском понимании, темы. «La La Love You», спетая барабанщиком группы — Дэвидом Лаврингом, является песней о любви — хотя и с делением на «первую базу, вторую базу, третью базу и хоум-ран». Её описывали как «попытку копнуть поглубже саму идею песни о любви». Фрэнсис поручил спеть эту песню Лаврингу с целью сделать из неё подобие «трека Ринго»; первоначально барабанщик отказался записывать вокал, однако вскоре «его уже было не оторвать от микрофона». Помимо исполнения Лаврингом «La La Love You» в период сессий была использована ещё одна нестандартная схема: в треке «Silver» Лавринг играл на бас-гитаре, а Ким Дил записала партию на слайд-гитаре. Однако больше подобная схема не повторялась.

## Обложка и название

Рисунок Саймона Ларбалестира «As Loud As Hell» из буклета альбома. Изображение является отсылкой к тексту песни «I Bleed»

Doolittle — первый альбом Pixies, при создании которого у Саймона Ларбалестира (фотограф) и Вона Оливера (художник) был доступ к текстам песен. По словам Ларбалестира, это «имело фундаментальное значение».
Сюрреалистические и абстрактные изображения, широко используемые в буклете пластинки, связаны с содержанием альбома. Композиция «Gouge Away» представлена изображением ложки с лежащими в ней волосами, расположенной поперёк женского туловища; что является прямой графической метафорой героина. «I Bleed» представлена изображением под названием «As Loud As Hell», на нём демонстрируется «звонящий колокол» с зубами на нижнем торце; этот образ ссылается на строчку «она встряхивает мои зубы». «Walking with the Crustaceans» является визуальным отображением текста из «Wave of Mutilation». Ларбалестир позже прокомментировал, что в тот период он интересовался «ранним сюрреализмом».

Во время студийных сессий группа отказалась от названия Whore. Причиной тому была идея Оливера поменять концепцию обложки, и поместить туда обезьяну с нимбом. Позже Фрэнсис так комментировал это решение: 
Мне казалось, что люди подумают будто я какой-то католикофоб или что я был взращён Католичеством и пытаюсь теперь над ним поглумиться ... Обезьяна с нимбом озаглавленная Шлюхой — это могло бы повлечь за собой множество проблем, кучу дерьма на наши головы. Поэтому я решил поменять название.
В конце концов название было взято из песни «Mr. Grieves», в которой есть строчка «Pray for a man in the middle / One that talks like Doolittle».

## Выпуск и продажи
В течение нескольких месяцев после выпуска Surfer Rosa группой заинтересовался ряд мейджор-лейблов. Работник фирмы A & R (дочернего подразделения лейбла Elektra Records) Питер Лубин ознакомился с творчеством Pixies на концерте (октябрь 1988 года), когда они выступали на разогреве у The Jesus and Mary Chain. Он сразу же предложил музыкантам подписать контракт. Музыканты заключили соглашение с Elektra Records во время британского турне, весной 1989 года. Вскоре лейбл выпустил концертный альбом Pixies, который содержал две песни из Doolittle — «Debaser» и «Gouge Away», наряду с более ранним материалом.
Однако лейбл всё ещё не имел прав на предстоящий альбом группы. 4AD Records, небольшой британский инди-лейбл, по-прежнему владел правами на международную дестрибьюцию материала Pixies, при этом не имея доступа к дистрибуции за пределами Соединённого Королевства; из-за этого группе приходилось импортировать все свои предыдущие записи из Европы. Менеджмент Pixies методично подыскивал более удобные варианты продажи альбомов — переговоры с Elektra Records и другими звукозаписывающими компаниями начались в третьем квартале 1988 года, они были завершены всего за две недели до релиза пластинки (2 апреля 1989). В свою очередь, Polygram выкупил права на дистрибуцию в Канаде.

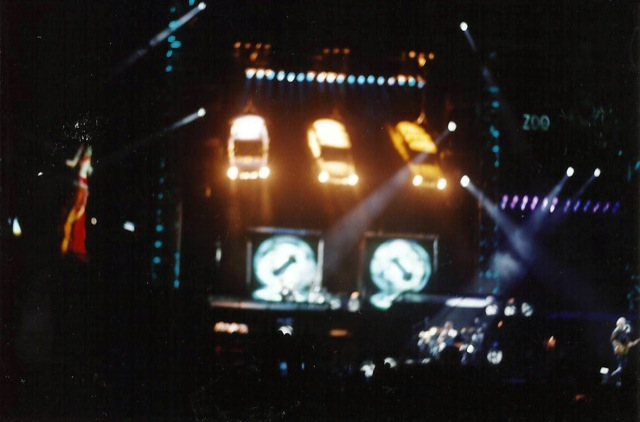
Pixies приняли участие в Zoo TV Tour (на разогреве у группы U2), который был назван журналом Time «„Сержантом Пеппером“ среди рок-туров»

17 апреля 1989 года альбом был выпущен в Британии, релиз в США состоялся днём позже. На территории Штатов продвижением диска занимался мейджор-лейбл Elektra, розничные продажи подкреплялись наружной рекламой и выпуском сингла «Monkey Gone to Heaven», получившим хорошую ротацию на радио. Первоначально альбом продемонстрировал скромные показатели в американских хит-парадах, отметившись лишь на 171-м месте в Billboard 200. Однако успех первого сингла на колледж-радио способствовал росту показателей пластинки в чарте — в итоге она достигла там 98-й строчки. В Великобритании запись пользовалась большей популярностью, добравшись до 8-го места в хит-параде UK Album Chart. Такой успех стал неожиданностью для музыкантов, поскольку их две предыдущие записи Come On Pilgrim и Surfer Rosa, не демонстрировали таких высоких показателей в британских чартах.
В июне 4AD Records выпустил «Here Comes Your Man» в качестве второго сингла. Он добрался до 3-го места в американском чарте Modern Rock Tracks и до 56-й строчки в британском UK Singles Chart. В 1997 году была выпущена ещё одна песня из этого альбома — «Debaser», которая стала синглом к сборнику Death to the Pixies.
Альбом имел стабильный спрос в Америке на протяжении нескольких лет. Спустя полгода после релиза он был продан в количестве 100 000 копий. К началу 1992 года, когда Pixies участвовали в турне группы U2 Zoo TV Tour, продажи альбома составляли 1500 копий в неделю. В 1993 году, спустя два года после выпуска четвёртой пластинки группы — Trompe le Monde — спрос на Doolittle равнялся 1200 экземплярам в неделю. В 1995 году лонгплей был отмечен «золотой» сертификацией от RIAA. Спустя десятилетие после распада группы, продажи альбома всё ещё составляли между 500 и 1000 копиями в неделю; после совместного турне музыкантов, его продажи подскочили до 1200 копий. В 2016 году общий тираж Doolittle оценивался почти в один миллион экземпляров.

## Отзывы критиков
| Оценки критиков               | Оценки критиков |
| Источник                      | Оценка          |
| ----------------------------- | --------------- |
| AllMusic                      | [ 54 ]          |
| Blender                       | [ 55 ]          |
| Chicago Tribune               | [ 56 ]          |
| Encyclopedia of Popular Music | [ 57 ]          |
| Los Angeles Times             | [ 58 ]          |
| NME                           | 10/10           |
| Pitchfork Media               | 10/10           |
| Q                             | [ 61 ]          |
| Rolling Stone                 | [ 62 ]          |
| The Rolling Stone Album Guide | [ 63 ]          |
| The Village Voice             | B+              |

В целом критики оценили альбом положительно. Он получил высокие оценки от нескольких крупных музыкальных изданий. Обозреватель журнала NME писал, что «эти песни заставят вас буквально выпрыгнуть из кожи от восторга». Q присудил пластинке четыре звезды из пяти, подытожив: «тщательно структурированный шум и прямолинейная ритмическая настойчивость создают идеальное настроение». Тим Ролстон из Daily Telegraph похвалил Doolittle, назвав его «искрящимся альбомом рок-ролла» и «30-ю минутами славы Pixies». Другие издания также присудили диску высокие баллы, среди них были: Record Mirror, The Philadelphia Inquirer и Los Angeles Times, в свою очередь Chicago Tribune, Rolling Stone, AllMusic и Blender поставили альбому высший балл. Рецензент издания The Village Voice отметил лонгплей рейтингом B+, отметив, что «они влюблены, и не знают почему — их рок-н-ролл радует на фоне того, что многие их коллеги потеряли связь с истинами», и предположив, что «стремительное обретение славы может развалить группу». В свою очередь, Хизер Фэрс из AllMusic отметила, что «после блестящего, но абразивного „Surfer Rosa“ звук Pixies не мог стать ещё более экстремальным. „Doolittle“ сдерживает шум в пользу поп-песен и [массовой] доступности». Автор статьи подчеркнула, что хотя продюсер добавил в материал «немного блеска», атака группы теперь фокусируется в более «жёстких текстах Фрэнсиса». Она подытожила: «самый удобоваримый альбом Pixies, обширный перечень тем и мелодий делают его одним из самых эклектичных и амбициозных [из записей группы]. Весёлая, причудливая альтернатива, большей части колледж-рока конца 1980-х, легко даёт понять, почему альбом превратил Pixies в андеграундных рок-звёзд».
Тем не менее Doolittle также получил ряд смешанных отзывов. Так, по мнению рецензента издания Time Out, «марионеточное продюсирование Джила Нортона делает драму из того, что должно было стать кризисом». А в небольшом обзоре от журнала Spin Джо Леви сетовал, что «сумасбродство теперь менее сюрреалистичное и более глупое, а сами композиции ощущаются в большей степени как песни, а не как приключения». В свою очередь, в обзоре Rolling Stone (1989 год) лонгплей получил лишь три с половиной звезды. Автор рецензии, Крис Манди, назвал диск ещё одним «пугающим, захватывающим вихрем бостоновского квартета», он отметил музыкальное разнообразие и «дистилляцию» звучания пластинки — темп песен колеблется от головокружительной скорости […] до более расслабленной мелодичной поп-музыки, а сам звук в «значительной степени опирается на сильную ритм-секцию» (в отличие от «гитарного безумия» Surfer Rosa). Манди подытожил: «Акцент на более текстурированном продакшене никоим образом не отвлекает от энергетики группы […] однако в нынешнее время всё это [подобная музыка] ушло в мейнстрим». Тем не менее, в 2002 году издание поставило альбому высший балл, подытожив: «Группа оказалась пророческой: в течение пяти лет, нелепые [на тот момент] коллективы — от Pavement до Weezer — начали олицетворять новое, крутое направление, а песни „Monkey Gone to Heaven“ и „Here Comes Your Man“ стали классикой».
Doolittle фигурировал в нескольких списках «Лучшие альбомы года». Rolling Stone и The Village Voice поместили его на 10-е место своих рейтингов, а независимые музыкальные издания — Sounds и Melody Maker присудили пластинке второе место. Журнал NME также оценил альбом высоко — он занял 4-е место аналогичного списка. Шесть песен лонгплея также были отмечены в списке Rolling Stone «10 лучших песен Pixies», составленном читателями издания: «Hey» (1-е место), «Debaser» (3-е), «Wave of Mutilation» (4-е), «Monkey Gone to Heaven» (5-е), «Here Comes Your Man» (6-е), «Gouge Away» (7-е); таким образом, материал из Doolittle отметился самым большим представительством в этом рейтинге. В 2003 году альбом занял 226-е место в списке Rolling Stone «500 величайших песен всех времён», однако, при составлении нового списка в 2012 году, он был смещён на 227-ю позицию.

## Наследие

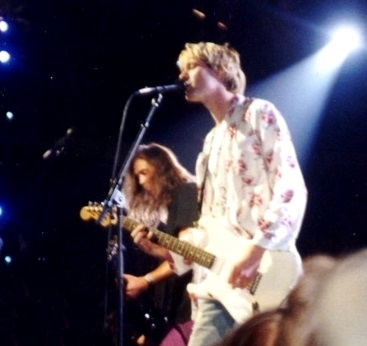
Характерная для диска техника смены динамики оказала большое влияние на альтернативный рок, в частности на стиль группы Nirvana (на фото музыканты коллектива — Курт Кобейн и Крист Новоселич)

Широко используемая в альбоме техника смены динамики (тихо/громко), особенно в композиции «Tame», оказала большое влияние на альтернативный рок. После сочинения «Smells Like Teen Spirit», музыканты группы Nirvana — Курт Кобейн и Крист Новоселич — сошлись во мнении: «Она действительно очень похожа на звучание Pixies. Люди непременно припомнят нам это». Не в последнюю очередь заслуги этой техники приписывают продюсеру — Джилу Нортону, многие группы позднее обращались к нему с целью добиться похожего звучания. Бывший гитарист The Smashing Pumpkins Джеймс Иха описал Doolittle как «более слушабельный альбом по сравнению с Surfer Rosa», а песню «Here Comes Your Man» он назвал «классической поп-записью». Андеграундный музыкант Пи Джей Харви осталась «в восторге» от песен «I Bleed» и «Tame», и описала тексты Блэка Фрэнсиса эпитетом «восхитительные». Помимо этого, альбом был включён в альманах «1001 альбом, которые должен услышать каждый перед тем, как умрёт».

### Отношения внутри группы
Во время записи Doolittle напряжение в отношениях между Фрэнсисом и Дил стали заметны остальным музыкантам и производственной бригаде. Грызня и противостояние между ними негативно влияли на творческий процесс и привели к росту напряжения внутри коллектива. Джон Мёрфи, муж Дил в то время, вспоминал, что в период записи альбома «исчезла атмосфера — всем просто в кайф собраться и поработать вместе». Усталость от гастролей и выпуска трёх альбомов за два года лишь усугубляли трения. В итоге все эти проблемы вылились в организацию турне под названием «Fuck or Fight» (рус. Борись или иди нахрен), который был организован после выпуска пластинки и проходил на территории США. По прошествии гастролей музыканты были настолько вымотаны, что даже не стали собираться на финальную вечеринку. Вскоре после этого группа объявила, что они берут перерыв в творческой деятельности.
После того как они возобновили работу, в 1990-м, Фрэнсис начал ограничивать вклад Дил в песни. Он написал и спел весь материал двух следующих альбомов группы — Bossanova и Trompe le Monde (спродюсированные Нортоном и смикшированные Хэйглером). В 1992 году Pixies были приглашены U2 участвовать в их турне Zoo TV Tour в качестве группы разогрева, однако это решение вызвало разногласия внутри коллектива. В июле 1992 года журнал Spin напечатал скандальную статью «U2 On Tour: The Story They Didn’t Want You to Read», написанную Джеймсом Гриером, сопровождавшим тур первые недели вместе со своей подругой (как оказалось впоследствии — Ким Дил). Статья критиковала U2 за недостаточное внимание к Pixies. Обе группы (в особенности Блэка Фрэнсиса) возмутила статья и поступок бас-гитаристки. Разлад в отношениях между Дил и Фрэнсисом, который стал очевиден во время работы над Doolittle, в итоге привёл к распаду коллектива в начале 1993 года.

### Признание
С момента выхода альбома, ряд музыкальных изданий относит его к числу наиболее важнейших записей альтернативного рока 1980-х. Так, автор ретроспективного обзора журнала Rolling Stone поставил лонгплею высший балл, отметив, что он заложил «основу для рока 1990-х». Помимо этого, Doolittle стал лауреатом нескольких международных наград и отмечался как один из лучших альбомов 1980-х годов, вне зависимости от жанра.
| СМИ             | Страна         | Награда                               | Год  | Место |
| --------------- | -------------- | ------------------------------------- | ---- | ----- |
| Hot Press       | Ирландия       | 100 лучших альбомов всех времён       | 2006 | 34    |
| Juice           | Австралия      | 50 лучших альбомов всех времён        | 1997 | 2     |
| NME             | Великобритания | 100 лучших альбомов всех времён       | 2003 | 2     |
| NME             | Великобритания | 500 величайших альбомов всех времён   | 2013 | 8     |
| Panorama        | Норвегия       | 30 лучших альбомов (1970-98)          | 1999 | 1     |
| Pitchfork Media | США            | 100 лучших альбомов 1980-х            | 2002 | 4     |
| Q               | Великобритания | Окончательная музыкальная коллекция   | 2005 | *     |
| Rolling Stone   | США            | 20 лучших вторых альбомов всех времён | 2014 | 20    |
| Rolling Stone   | США            | 500 величайших альбомов всех времён   | 2003 | 227   |
| Rolling Stone   | США            | 500 величайших альбомов всех времён   | 2020 | 141   |
| Slant Magazine  | США            | Лучшие альбомы 1980-х                 | 2012 | 34    |
| Spin            | США            | 100 лучших альбомов (1985—2005)       | 2005 | 36    |

(*) означает неупорядоченный список.

## Список композиций
Все тексты написаны Блэком Фрэнсисом, за исключением «Silver» — Фрэнсис и Ким Дил.
| №                   | Название                | Длительность |
| ------------------- | ----------------------- | ------------ |
| 1.                  | «Debaser»               | 2:52         |
| 2.                  | «Tame»                  | 1:55         |
| 3.                  | «Wave of Mutilation»    | 2:04         |
| 4.                  | «I Bleed»               | 2:34         |
| 5.                  | «Here Comes Your Man»   | 3:21         |
| 6.                  | «Dead»                  | 2:21         |
| 7.                  | «Monkey Gone to Heaven» | 2:56         |
| 8.                  | «Mr. Grieves»           | 2:05         |
| 9.                  | «Crackity Jones»        | 1:24         |
| 10.                 | «La La Love You»        | 2:43         |
| 11.                 | «No. 13 Baby»           | 3:51         |
| 12.                 | «There Goes My Gun»     | 1:49         |
| 13.                 | «Hey»                   | 3:31         |
| 14.                 | «Silver»                | 2:25         |
| 15.                 | «Gouge Away»            | 2:45         |
| Общая длительность: | Общая длительность:     | 38:38        |

### Бонус-диски переиздания «25th Anniversary Edition»
| №   | Название                                                    | Длительность |
| --- | ----------------------------------------------------------- | ------------ |
| 1.  | «Dead»                                                      | 3:18         |
| 2.  | «Tame»                                                      | 1:58         |
| 3.  | «There Goes My Gun»                                         | 2:18         |
| 4.  | «Manta Ray»                                                 | 1:49         |
| 5.  | «Into the White»                                            | 4:11         |
| 6.  | «Wave of Mutilation» (Peel Session 16 April 1989)           | 2:31         |
| 7.  | «Down to the Well» (Peel Session 16 April 1989)             | 2:14         |
| 8.  | «Manta Ray» (Monkey Gone to Heaven B-Side)                  | 2:04         |
| 9.  | «Weird at My School» (Monkey Gone to Heaven B-Side)         | 1:58         |
| 10. | «Dancing The Manta Ray» (Monkey Gone to Heaven B-Side)      | 2:14         |
| 11. | «Wave of Mutilation (UK Surf)» (Here Comes Your Man B-Side) | 3:02         |
| 12. | «Into the White» (Here Comes Your Man B-Side)               | 4:43         |
| 13. | «Bailey's Walk» (Here Comes Your Man B-Side)                | 2:24         |

| №   | Название                                                           | Длительность |
| --- | ------------------------------------------------------------------ | ------------ |
| 1.  | «Debaser»                                                          | 3:00         |
| 2.  | «Tame» (Ранее не издавалась)                                       | 2:01         |
| 3.  | «Wave of Mutilation» (Демо-трек; ранее не издавалась)              | 2:04         |
| 4.  | «I Bleed» (Ранее не издавалась)                                    | 1:46         |
| 5.  | «Here Comes Your Man» (Демо 1986 года)                             | 3:07         |
| 6.  | «Dead» (Ранее не издавалась)                                       | 1:35         |
| 7.  | «Monkey Gone to Heaven» (Ранее не издавалась)                      | 2:52         |
| 8.  | «Mr. Grieves» (Ранее не издавалась)                                | 1:42         |
| 9.  | «Crackity Jones» (Ранее не издавалась)                             | 1:21         |
| 10. | «La La Love You» (Ранее не издавалась)                             | 2:08         |
| 11. | «No. 13 Baby – VIVA LA LOMA RICA» (Демо-трек; ранее не издавалась) | 2:17         |
| 12. | «There Goes My Gun» (Ранее не издавалась)                          | 1:29         |
| 13. | «Hey» (Демо-трек; ранее не издавалась)                             | 3:22         |
| 14. | «Silver» (Ранее не издавалась)                                     | 2:11         |
| 15. | «Gouge Away» (Ранее не издавалась)                                 | 1:42         |
| 16. | «My Manta Ray Is All Right» (Ранее не издавалась)                  | 2:03         |
| 17. | «Santo» (Ранее не издавалась)                                      | 2:17         |
| 18. | «Weird at My School» (Ранее не издавалась)                         | 1:53         |
| 19. | «Wave of Mutilation» (Ранее не издавалась)                         | 1:03         |
| 20. | «No. 13 Baby»                                                      | 3:07         |
| 21. | «Debaser» (Демо-трек; ранее не издавалась)                         | 3:37         |
| 22. | «Gouge Away» (Демо-трек; ранее не издавалась)                      | 2:08         |

## Переиздание
В конце 2014 года было выпущено юбилейное переиздание альбома — «25th Anniversary Edition». Сборник был выпущен на трёх дисках, помимо оригинальной записи прошедшей процедуру ремастеринга издание содержало би-сайды, демоверсии (записанные в подвале парикмахерской недалеко от Бостона), а также материал, сделанный во время выступлений на радио у Джона Пила (Peel Session).

## Участники записи
Данные взяты из буклета альбома

| Pixies - Блэк Фрэнсис — ведущий вокал, ритм-гитара, акустическая гитара - Ким Дил — бас-гитара, вокал, акустическая слайд-гитара на «Silver» - Джоуи Сантьяго — соло-гитара, бэк-вокал - Дэвида Лавринг — ударные, ведущий вокал на «La La Love You», бас-гитара «Silver» Дополнительные музыканты - Артур Фиаччо — виолончель на «Monkey Gone to Heaven» - Кэрен Карлсруд — скрипка на «Monkey Gone to Heaven» - Карин Меттер — виолончель на «Monkey Gone to Heaven» - Энн Рорич — скрипка на «Monkey Gone to Heaven» | Технический персонал - Стив Хэйглер — звукоинженер - Мэтт Лэйн — ассистент звукоинженера - Саймон Ларбалестир — обложка, изображения в буклете альбома - Джил Нортон — продюсер, звукоинженер - Воган Оливер — изображения в буклете альбома - Дэйв Снайдер — ассистент звукоинженера - Барт Прайс — второй ассистент - Роб Сильвэйн — второй ассистент - Rice 'n' Beans Music BMI — издатель |

## Чарты и сертификация
| Чарт (1989)    | Высшая позиция | Сертификация |
| -------------- | -------------- | ------------ |
| Великобритания | 8              |              |
| США            | 98             | Золотой      |
| Франция        | 66             |              |

| Год  | Синглы                  | Чарт (1989)              | Высшая позиция |
| ---- | ----------------------- | ------------------------ | -------------- |
| 1989 | «Here Comes Your Man»   | Великобритания           | 54             |
| 1989 | «Here Comes Your Man»   | США (Modern Rock Tracks) | 3              |
| 1989 | «Monkey Gone to Heaven» | Великобритания           | 60             |
| 1989 | «Monkey Gone to Heaven» | США (Modern Rock Tracks) | 5              |
| 1997 | «Debaser»               | Великобритания           | 23             |